# Cantón de Langueux
El cantón de Langueux era una división administrativa francesa, que estaba situada en el departamento de Costas de Armor y la región de Bretaña.

## Composición
El cantón estaba formado por cuatro comunas:
- Hillion
- Langueux
- Trégueux
- Yffiniac

## Supresión del cantón de Langueux
En aplicación del Decreto nº 2014-150 de 13 de febrero de 2014, el cantón de Langueux fue suprimido el 22 de marzo de 2015 y sus 4 comunas pasaron a formar parte del nuevo cantón de Trégueux.